# Gunung Cucro
Gunung Cucro är ett berg i Indonesien.   Det ligger i provinsen Aceh, i den västra delen av landet, 1 800 km nordväst om huvudstaden Jakarta. Toppen på Gunung Cucro är 765 meter över havet.
Terrängen runt Gunung Cucro är huvudsakligen kuperad. Runt Gunung Cucro är det mycket glesbefolkat, med 2 invånare per kvadratkilometer. I omgivningarna runt Gunung Cucro växer i huvudsak städsegrön lövskog.